# Dusona tincochacae
Dusona tincochacae là một loài tò vò trong họ Ichneumonidae.